# 云南糖芥
云南糖芥（学名：Erysimum yunnanense）为十字花科糖芥属下的一个种。其种加词“yunnanense”意为“云南的”。
现接受名为波齿糖芥（Erysimum macilentum Bunge, 1833）。